# Mathias Borg
Mathias Borg (* 16. Mai 1991) ist ein schwedischer Badmintonspieler. 

## Karriere
Mathias Borg startete 2012 und 2014 bei Europameisterschaften sowie 2014 bei den Weltmeisterschaften und im Thomas Cup. 2013 gewann er die Iceland International. Bei den Croatian International 2013 und den Kharkiv International 2013 belegte er Rang drei.